# Ruska imena
Antroponimijski sustav Rusa u mnogome je sličan općem europskom. Puno ime se sastoji od tri osnovna elementa - imena (rus. имя), patronima (rus. отчество) i prezimena (rus. фамилия). Osim toga, postoje takve varijante imena kao što su: nadimak (rus. прозвище), deminutiv (rus. уменьшительное имя), a za odgovarajuće društvene grupe i pseudonim (rus. псевдоним), crkveno ime (rus. монашеское имя).
Kao i u većini europskih kultura, i u ruskoj imenskoj formuli općeprihvaćena književna i jezična forma je red riječi koje počinju od osobnog imena, međutim, on nije čvrsto fiksiran, te se u nekim specifičnim slučajevima udaljavaju od njega, što se ne smatra pogreškom.
Patronim je karakteristična osobina ruskog sustava antroponimike kojom se razlikuje od većine suvremenih europskih: u Europi se on javlja samo kod drugih istočnih Slavena (Bjelorusa i Ukrajinaca), a također Bugara, Grka i Islanđana (kod potonjih praktički nema prezimena). Adaptacija ruskih imena drugih naroda obično je popraćena fonetskim promjenama, a nerijetko i pojavom patronima.
Imena, patronimi i nadimci bili su poznati od starine. Pritom drevni spomenici ne pomažu uvijek da se točno razgraniče pretkršćanska imena (davana od rođenja) i nadimci (dobivena u kasnijoj dobi). Prezimena su se pojavila na Rusi dosta kasno, te su, u pravilu, nastajala iz imena i nadimaka predaka. Prvi su u 14. – 15. st. prezimena dobili kneževi i velikaši. Međutim, i u 16. stoljeću je nasljeđivanje nekneževskih velikaških prezimena bilo vrlo nestalno. Zatim su prezimena počeli dobivati trgovci i svećenstvo. Sredinom 19. stoljeća, naročito nakon ukidanja kmetstva 1861.g., nastaju prezimena seljaka. Proces dobivanja prezimena uglavnom je završio tridesetih godina 20. stoljeća.

## Imenska formula

### Sastav
Tradicionalne komponente ruskog antroponima iz kojih se mogu slagati različiti modeli imenovanja čovjeka:
- Ime - osobno ime koje se daje pri rođenju, obično jedno, no u davnini se moglo davati i nekoliko imena.
Deminutiv (hipokoristik) - neslužbeni oblik imena koji se stvara od osobnog pri pomoći sufiksa ili skraćivanja (Мария - Маша - Машка - Маня - Муся i sl., Александр - Саша - Сашура - Шура - Саня - Шурик - Искандер; Николай - Коля - Колюсик - Кольян i sl.). U novije vrijeme slične tvorbe, koje graniče s nadimcima, nastaju i iz prezimena (Кислов - Кислый, Панов - Пан), što je proces povijesno suprotan stvaranju prezimena.
- Patronim - ukazuje na ime oca. Postoje nastavci -(в)ич, -(в)на; u starini također -ов, -ин slično kao i kod suvremenih prezimena (očuvalo se u bugarskom).
- Prezime - nasljeđuje se iz generacije u generaciju po muškoj liniji. Većinom iskonsko rusko prezime završava na -ов/-ев/-ёв (od osnova druge deklinacije: Петров, Конев) ili -ин/-ын (od osnova prve deklinacije: Фомин, Синицын); -ский/-цкий (Рождественский, Высоцкий); -ой (Толстой); rjeđe -их/-ых (Русских, Петровых); manje su karakteristične za Ruse (za razliku od drugih istočnih Slavena) prezimena s nultim nastavkom (Бобёр, Воробей i sl.).
- Nadimak - individualno ime koje se ne daje pri rođenju, te je povezano s nekim karakterističnim osobitostima ili događajima. Za drevna je vremena karakteristična vrlo postojana i skoro službena upotreba mnogih nadimaka (npr. Ivan Kalita ↓k1, Vasilij Jesifovič Nos, novgorodski posadnik), no i sada se nadimci neslužbeno često koriste, posebno u društvenim skupinama mladeži, gdje se mogu koristiti kao osnovno sredstvo imenovanja čovjeka.

### Modeli
U punom obliku (tzv. ФИО, skraćenica za "фамилия, имя, отчество", tj. "prezime, ime i patronim") rusko ime, kao i puna imena drugih naroda, ne koristi se u govornom jeziku, već u službenim dokumentima. U Rusiji se ta tri elementa antroponima u obaveznom redoslijedu navode u službenim dokumentima njezinih građana. Za rezidente se ne navodi patronim (zbog nedostatka takvog), a u stupcu "ime" navode se osobno i srednje ime. U većini slučajeva koristi se dvodijelni model. Različiti oblici pokazuju različit stupanj poštovanja prilikom obraćanja:
- deminutiv - deminucija se koristi u neformalnom oslovljavanju i u obitelji;
- patronim - neformalno, no s poštovanjem (posebno u obraćanju starijima), pritom se patronim izgovara u namjerno pojednostavljenom razgovornom obliku, ako se takav može oblikovati (Михалыч, Саныч, Палыч);
- ime - također se koristi u neformalnom oslovljavanju. Zadnjih godina pod utjecajem Zapada postupno se zamjenjuje sljedećim oblikom, posebno u biznisu;
- ime + patronim - češće se koristi u obraćanju odraslim i starijim ljudima ili s naglašeno puno poštovanja prema osobi (Андрей Александрович, Евгений Алексеевич);
- ime/deminutiv + prezime ili prezime + ime/deminutiv - stereotipni oblik prilikom spominjanja osobe u trećem licu ili u obraćanju u školskoj ustanovi (Василий Кудрявцев ili Вася Кудрявцев, Татьяна Смирнова ili Таня Смирнова, Козлов Александр ili Козлов Саша);
- ime/deminutiv + nadimak - češće neformalno imenovanje osoba (Борис Бритва, Саня Белый);
- oslovljavanje + prezime - strogo službeno. U sovjetsko doba koristila su se oslovljavanja товарищ, гражданин/гражданка (potonje se sačuvalo do danas). U suvremenom društvu koristi se prefiks уважаемый, господин/госпожа, većinom u poslovnoj korespondenciji.[9] U militariziranim organizacijama ulogu obraćanja ima čin (рядовой Сычёв, капитан Харитонов, товарищ гвардии старший лейтенант Хрусталёв);
- prezime - rasprostranjeno je u školama, školskim ustanovama (kad se nastavnik obraća učenicima) i u militariziranim organizacijama nižima po činu, često nije ugodno za nositelja prezimena. Također se koristi kao način za dozivanje osobe.

Prethodne varijante se odnose na poznate osobe (osim pseudomina, npr., Дима Билан, Наташа Королёва). Sljedeće se koriste češće kad se radi o trećim osobama:
- ime + nadimak + prezime - američka varijanta koju je popularizirao ruski šou "Comedy Club" i način pisanja nadimka, tzv. nicka u ruskoj društvenoj mreži "V kontakte" (Тимур Каштан Батрудинов, Дмитрий Гоблин Пучков);
- ime + patronim + prezime  - s poštovanjem se naziva osobu o kojoj se prije nije govorilo (npr., ona se predstavlja publici) (Александр Исаевич Солженицын, Сергей Юрьевич Беляков);
- prezime + ime + patronim - slično prethodnoj varijanti, no zvuči službenije i koristi se većinom u službenim dokumentima i abecednim popisima (npr. telefonskim imenicima ili enciklopedijama).

## Osobno ime
Ime koje se daje osobi pri rođenju i pod kojim je poznat u društvu. U drevnoj Rusi razlikovala su se kanonska i nekanonska imena.
U pretkršćanstvu, tj. skoro do kraja 9. stoljeća, među istočnim Slavenima (precima suvremenih Rusa, Ukrajinaca i Bjelorusa) koristila su se samo osobna imena koja su se davala djeci pri rođenju.
Nakon pokrštavanja Rusi 988.g. svaki je istočni Slaven dobivao od svećenika krsno ime. Krsna imena su odgovarala imenima svetaca i događaja, u pravilu običnim kršćanskim imenima.
Početkom 18. stoljeća već su vladala kanonska kršćanska imena koja su u potpunosti istisnula imena-nadimke, te djelomično poganska imena koja su dotada postojala paralelno s osnovnim imenom.
Pravilnom imenovanju se pridavalo veliko značenje. Nepravilno pisanje ili pisanje u ponižavajućem obliku "bilo čijeg imena ili nadimka" moglo je za sobom povući optužbu za nanošenje "beščašća". 1675.g. carskim je ukazom bilo razjašnjeno da pogreška u ortografiji imena iz neznanja "prirode tih naroda u kojima se netko rodio" ne znači prijestup, te se zato "ne žaliti na sudu i ne ispitivati".

## Patronim
Patronim je u sastavu imenske formule imao trostruku funkciju: dopunjavao je ime, razlikujući njegova nositelja (kao dodatak prezimenu) od imenjaka, razjašnjavalo je srodstvo u krugu obitelji (otac - sin) te izražavalo poštovanje (oblik pristojnosti).
Ime-patronim je nastalo kao znak poštovanja, uvažavanja dostojnog; u početku u prema kneževima (u ljetopisima 11. stoljeća), zatim prema uglednim boljarima, plemićima, a za vrijeme Petra I. - i prema istaknutim trgovcima. U 19. stoljeću predstavnici viših slojeva društva dobili su oblike na -вич. Patronime na "ев", "ов", "ин" su dobivali trgovci, na "ец" - najmlađi u obitelji. Zajedno s tim pojavljuju se zapisi tipa: "пушкарь Тимошка Кузьмин сын Стрелкин", "посиделец Ивашка Григорьев", "гулящей Тимошка Иванов"; gdje oblici Григорьев i Иванов jos nisu prezimena, već tzv. polupatronimi. 
Patronimi, nastali i od ruskih i od stranih imena, susretali su se u drevnim ruskim književnim spomenicima - usp. Бурчевич, Берендеич (od turkijskog rodovskog imena "Бурчи" i od plemenskog naziva "берендеи"). Pri mnogobrojnim prijepisima naselja potrebno je bilo zapisati sve "po imenu od oca i nadimke".
Dogodilo se da se patronim podijelio na nekoliko kategorija. Kmetovi ga uopće nisu imali. Ugledni ljudi su dobivali polupatronim: "Пётр Осипов Васильев". Što se tiče patronima na -ич, ono je pak postalo znakom da je njegov nositelj pripadao staleškim, aristokratskim vladajućim slojevima. Na taj se način -ич izdvojio iz patronima, prestao je biti sufiks u punoj mjeri, te se počeo koristiti samostalno, pretvorivši se u posebni termin privilegiranosti, pripadnosti visokom rodu osoba ili staleža. Sufuks -ич se počeo prihvaćati kao titula koja ukazuje na pripadnost visokom rodu poput riječi "de" (u francuskom jeziku), "fon" (njemačkom), "van" (nizozemskom). U skladu s takvim položajem nastavkom -вич se moglo nagrađivati, što su ruski carevi i radili.
Od vladavine Petra I. stupac "Patronim" postaje obavezan u svim dokumentima.
Pri Katarini II. korištenje različitih oblika patronima bilo je utvrđeno zakonom. U njezinom "činovničkom popisu", sastavljenom u skladu s petrovom "tabelom rangova", određivalo se da osobe prvih pet klasa treba pisati s patronimom na -вич, od šeste do osme - imenovati polupatronimima, a sve ostale - samo imenima.
Međutim, oblici patronima na -ов/-ев u 19. stoljeću koristili su se samo u činovničkom govoru, u službenim dokumentima. U neslužbenim pak situacijama, u svakodnevici, ruski su ljudi davali jedni drugima i imena i patronime u obliku koji je uobičajen i danas: nazivanje na -ович, -евич, -овна, -евна, -ыч, -ич, -инична nije se ograničavalo. Ponekad se ono koristilo čak umjesto imena (kao ponekad i sada), kada je govornik htio naglasiti posebno poštovanje prema osobi, izraziti određeno raspoloženje, ljubav.
Patronimi na -ыч/-ич (Силыч, Титыч i sl.) su arhaizmi koji su se sačuvali do danas. Taj oblik postoji u razgovornoj pojednostavljenoj varijanti (Николаич, Михалыч). Slično se u razgovornom jeziku mogu pojednostavnjivati ženski patronimi: Николавна, Иванна (Марь Иванна).

## Prezime
Ruski prezimena su nasljedni službeni nazivi koji ukazuju na pripadnost osobe određenom rodu.
Prezime je bez sumnje bila glavna komponenta imenske formule, jer je služilo većinom jasnijem shvaćanju rodne pripadnosti, njezinom izrazu. U pravilu su ruska prezimena bila jednostruka i prenosila su se samo po muškoj liniji (iako je bilo iznimaka).
Prezimena su se obično oblikovala pomoću sufiksa od vlastitih i općih imenica, pri čemu većina od prisvojnih pridjeva sa sufiksima -ов (-ев), -ин (Иван - Иванов, Сергей - Сергеев, Кузьма - Кузьмин i sl.).
Na Rusi su se prezimena oblikovala od imena pretka i patronima (Иванов, Петров); od prebivališta ili epiteta prema prebivalištu pretka (Задорожный, Заречный); od naziva grada ili mjesta iz kojeg je dolazila osoba (Москвитин, Тверитин, Пермитин); od vrste zanimanja ili dužnosti pretka (Сапожников, Лаптев, Приказчиков, Бондарев); od redoslijeda rođenja pretka (Третьяков, Шестаков); od etničkog podrijetla pretka (Хохлов, Литвинов, Поляков, Татаринов, Москалёв). Najčešće su prezimena u svojoj osnovi imala nadimak ili patronim nekog člana naraštaja koji se nečim isticao, koji se preselio u drugi kraj, te postao posjednik ili glava osobito velike obitelji.
U različitim društvenim slojevima prezimena su se pojavila u različita vemena. Prvi su u 14. – 15. st. prezimena dobili kneževi i boljari. Obično su se davala prema nazivima njihovih krupnih nasljednih imanja: Тверской, Звенигородский, Вяземский. Među njima je puno prezimena stranog, naročito istočnjačkog podrijetla, jer su mnogi plemići dolazili na službu caru iz stranih zemalja. Načini oblikovanja plemićkih prezimena (prezimena drevnih plemićkih rodova, te rodova koji su dobili plemstvo činovima nakon uvođenja "tabele rangova") bili su raznoliki. Neveliku grupu su činila prezimena drevnih kneževskih rodova proizašlih iz naziva njihovih kneževina. Do kraja 19. stoljeća od takvih se prezimena, koji vuku svoje podrijetlo od Rjurika, sačuvalo pet: Мосальский, Елецкий, Звенигородский, Ростовский, (potonji su obično imali dvostruka prezimena) i Вяземский. Od naziva očevina nastala su prezimena Барятинский, Белосельский-Белозерский, Волконский, Оболенский, Прозоровский, Ухтомский i neka druga.
U 18. – 19. st. prezimena su se počela pojavljivati kod osoba u službi i trgovaca. U njima su se često reflektirali geografski pojmovi činjenice rođenja. Svećenstvo je počelo dobivati prezimena tek sredinom 18. stoljeća, a obično su se stvarala iz naziva parohije (Преображенский, Никольский, Покровский i sl.).
Sredinom 19. stoljeća, naročito nakon ukidanja kmetstva, nastaju prezimena seljaka (od prezimena vlastelina, naziva naselja, nadimaka, patronima), međutim, kod nekih su se pojavila tek sredinom 1930-ih.

## Nadimak
Nadimak, za razliku od imena, uvijek odražava ne željene, već realne osobine i kvalitete, teritorijalno ili etničko podrijetlo, prebivalište njihovih nositelja, te označavaju na taj način poseban smisao koji su imale te osobine i kvalitete za okolinu. Nadimci su se davali ljudima u različitim razdobljima njihovog života i obično su bili poznati dosta ograničenom krugu ljudi.
Ne smiju se miješati nadimci i poganska staroruska imena. No, među njima nema uvijek jasne granice. To je povezano većinom s običajem da se djeci daju imena nastala od etnonima, naziva životinja, biljaka, tkanina i drugih predmeta, "zaštitna" imena. Sudeći po svemu, upravo je o takvim nadimcima pisao početkom 17. stoljeća engleski putnik, pastor, znanstvenik i pjesnik Richard James u svojem rječniku-dnevniku:
"(Prozvišše), nadimak, koji daje majka zajedno s krsnim imenom, i tim se imenom oni (Rusi) obično i nazivaju."
Nakon 17. stoljeća nadimci se u Rusiji praktički nisu sačuvali. Količina drevnih poganskih, slavenskih i skandinavskih imena znatno se smanjila.
Bez obzira na to, i dan-danas ljudi mogu dobiti poluslužbeni nadimak ili ga sami izmisliti.
Ponekad se nadimak i u današnje vrijeme koristi službeno, postajući prezime (npr. Александр Панкратов-Белый i Александр Панкратов-Чёрный).
1. ↑k1 Knez Ivan I. je dobio nadimak "Kalita" zbog svog bogatstva i darežljivosti. Naime, riječ "калита" (od turkijske riječi "калта") je starinski ruski naziv za malu torbicu za novac koja se nosila oko struka.